# Belinda (film, 2017)
Pour les articles homonymes, voir Belinda.
Pour plus de détails, voir Fiche technique et Distribution.
Belinda est un documentaire français réalisé par Marie Dumora, sorti en 2017.

## Fiche technique
- Titre : Belinda
- Réalisation : Marie Dumora
- Photographie : Marie Dumora
- Son : Nathalie Vidal, Aline Huber et Martin Sadoux
- Montage : Catherine Gouze
- Société de production : Gloria Films
- Société de distribution : New Story
- Pays de production :  France
- Durée : 107 minutes
- Dates de sortie :
  - Allemagne : 10 février 2017 (Festival de Berlin)
  - France : 10 janvier 2018

## Distribution
- Belinda Baudein
- Thierry Baudein
- Sabrina Bensmail-Muller
- Frantz Muller
- Auguster Gersheimer

## Sélections
- 2017 : Festival de Berlin[1]
- 2017 : Festival de Cannes (programmation ACID)[2]
- 2017 : Festival de Douarnenez Gouel Ar Filmou